# Chiesa di San Francesco d'Assisi (Ancona)
La chiesa di San Francesco d'Assisi, detta comunemente dei Cappuccini è una chiesa in stile neogotico di Ancona.

## Storia
La chiesa venne ultimata nel 1899, su disegno di fra' Angelo da Cassano d'Adda, in sostituzione della vecchia sede di Santa Caterina del XVII secolo, posta sotto il Faro vecchio dei Cappuccini e demanializzata dopo il 1860.
Il convento attiguo, ormai abbandonato dai frati, è stato prima sede della Biblioteca centrale dei frati cappuccini delle Marche e successivamente, nel 2011, venduto a privati..

## Caratteristiche
Esternamente è composta di una facciata molto suggestiva, anche grazie alla collocazione geografica che la valorizza; infatti, la struttura è posta in cima ad un piccolo colle tra i quartieri "Grazie" e "Piano" a cui si accede solo attraverso un lungo vialetto alberato.
Pregevoli sono gli interni e le pale d'altare realizzate da Fra' Paolo Mussini e da Taddeo Zuccari.

## Dipinti
Nella chiesa è conservato il dipinto di Taddeo Zuccari Conversione di San Paolo, proveniente dalla prima chiesa dei Cappuccini di Ancona, cinquecentesca. Inoltre la chiesa e l'attiguo convento conservano numerosi dipinti di Fra' Paolo Mussini:
- sull'altare maggiore:
  - San Bonaventura da Bagnoregio (olio)
  - San Lorenzo da Brindisi(olio)
  - San Francesco che presenta a Cristo Crocifisso Santa Chiara d'Assisi, San Luigi di Francia e Santa Elisabetta d'Ungheria(olio)
- nel coro:
  - Annunciazione (due dipinti: Arcangelo GabrieleeVergine annunciata(olio)
- nella lunetta della cappella di sinistra:
  - Pietà (olio)
- nel pergamo (graffito):
  - Cervi che si abbeverano alla fonte
  - Giovani che sorreggono un medaglione raffigurante il mistero della Trinità
- nel convento:
  - San Lorenzo da Brindisi (bozzetto, olio)
  - Pietà (bozzetto, (olio)
  - Ritratto di padre Diego da Offida (olio)
  - Ritratto di padre Fedele (olio)
  - Ritratto di padre Emidio d'Ascoli (olio)
  - Ritratto di padre Bernardino da Macerata (olio)
  - Ritratto di padre Mariano da Fermo (olio)
  - Profilo di padre cappuccino (olio)
  - Visione francescana (olio)

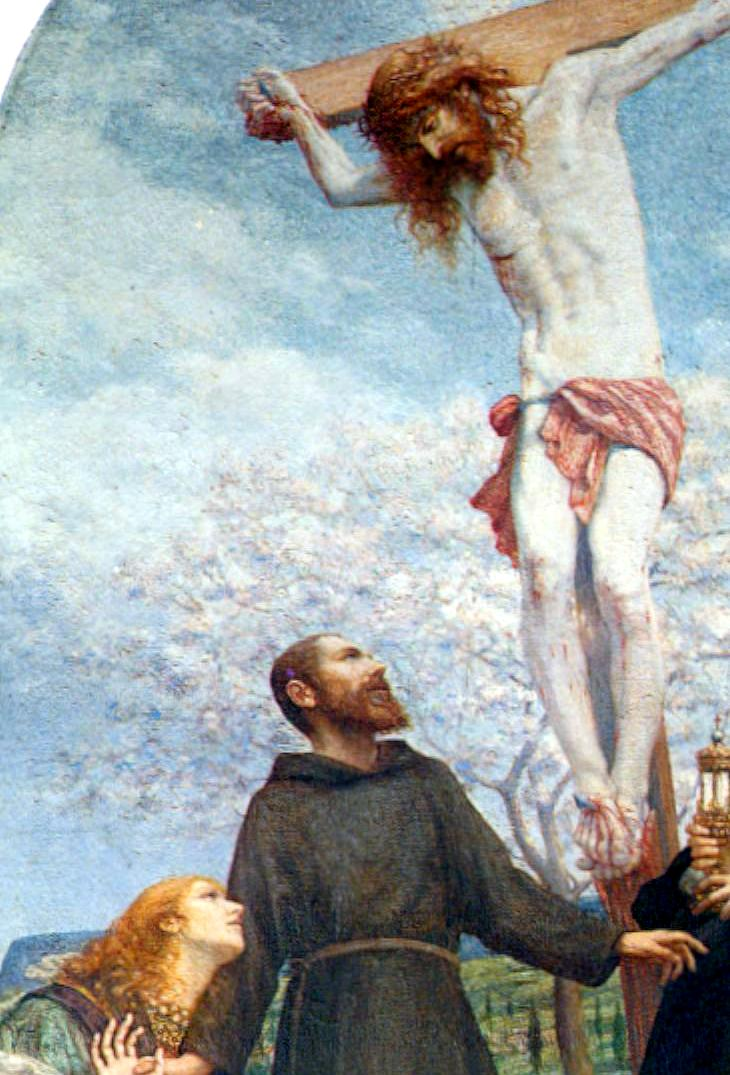
Particolare di S. Francesco che presenta a Cristo crocifisso s. Chiara, s. Luigi di Francia e s. Elisabetta d’Ungheria. Ancona, chiesa dei Cappuccini.
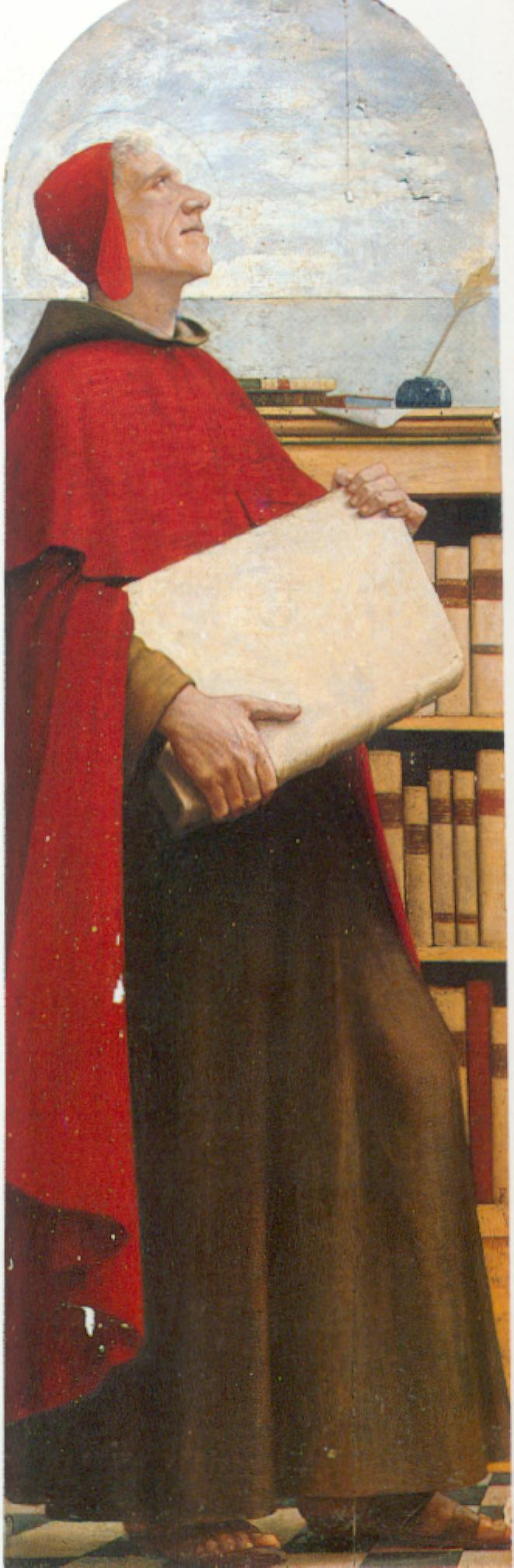
S. Bonaventura.
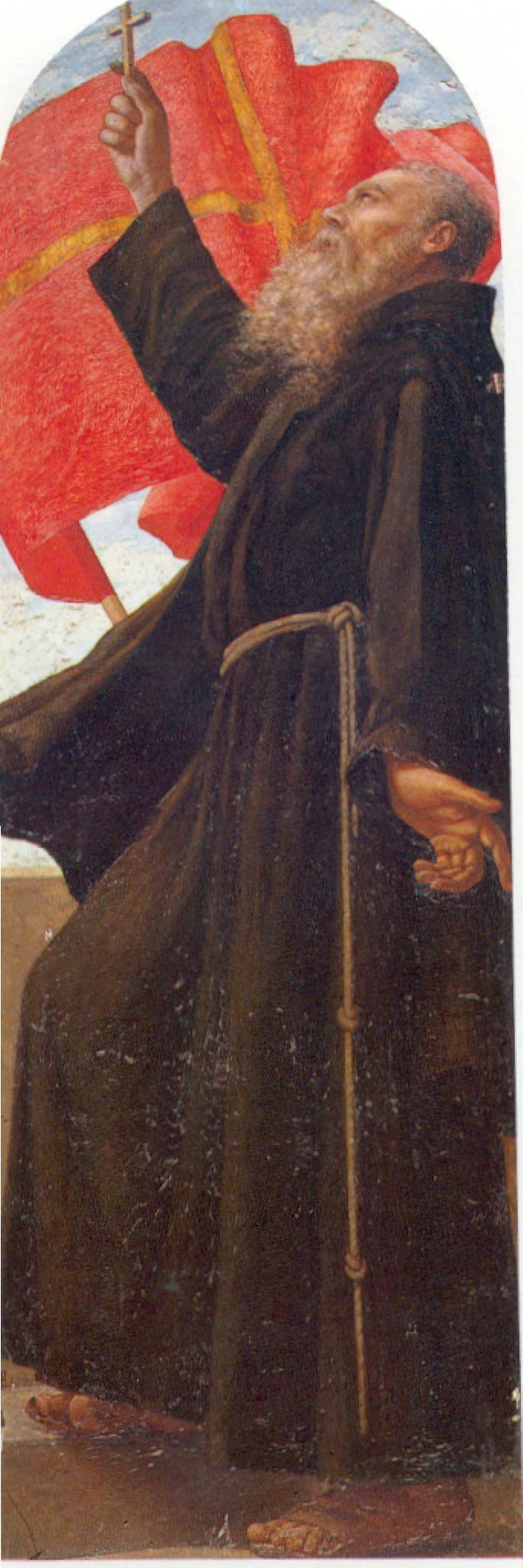
San Lorenzo da Brindisi.
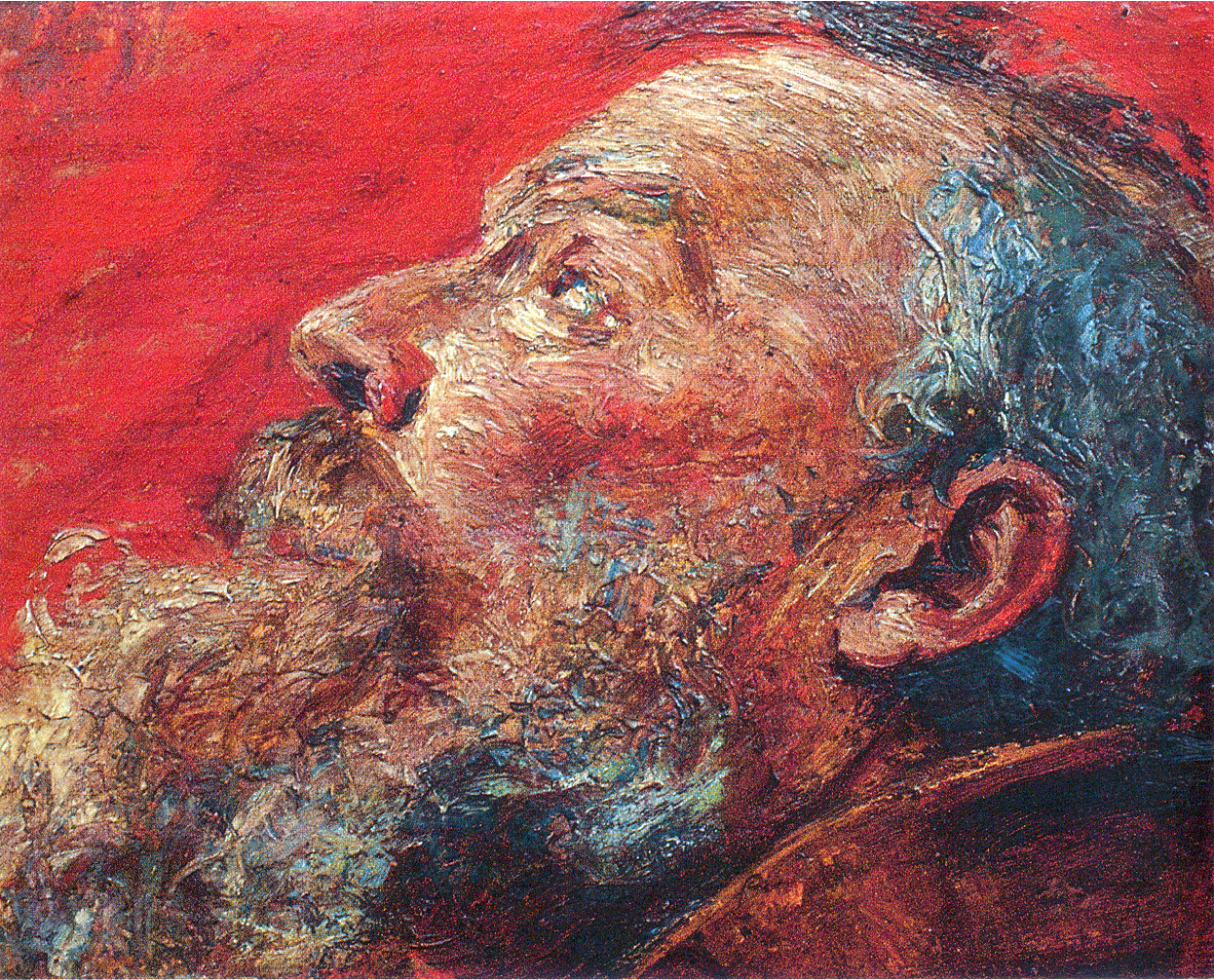
Bozzetto per San Lorenzo da Brindisi.
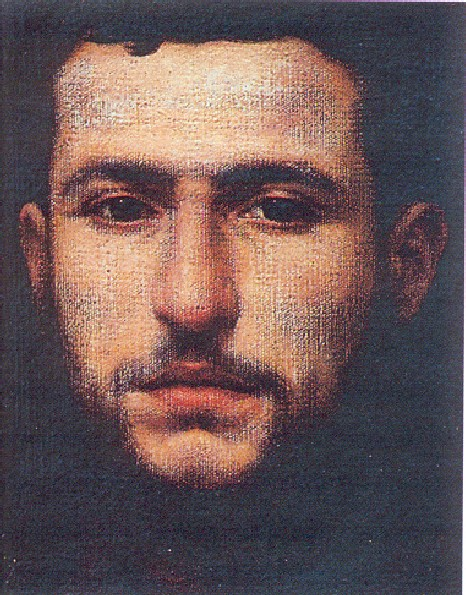
Ritratto di frate Fedele.
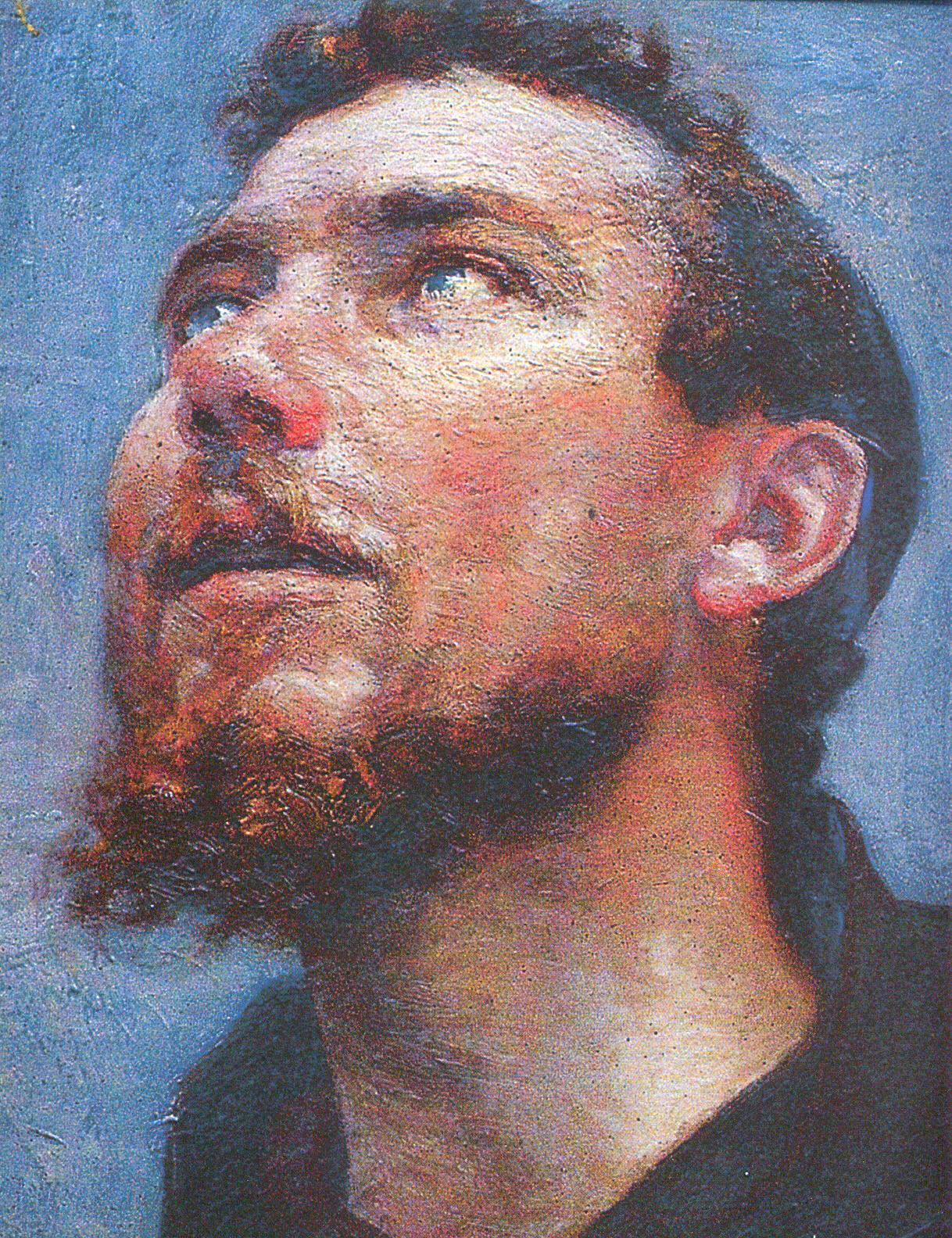
Ritratto di padre Diego da Offida.
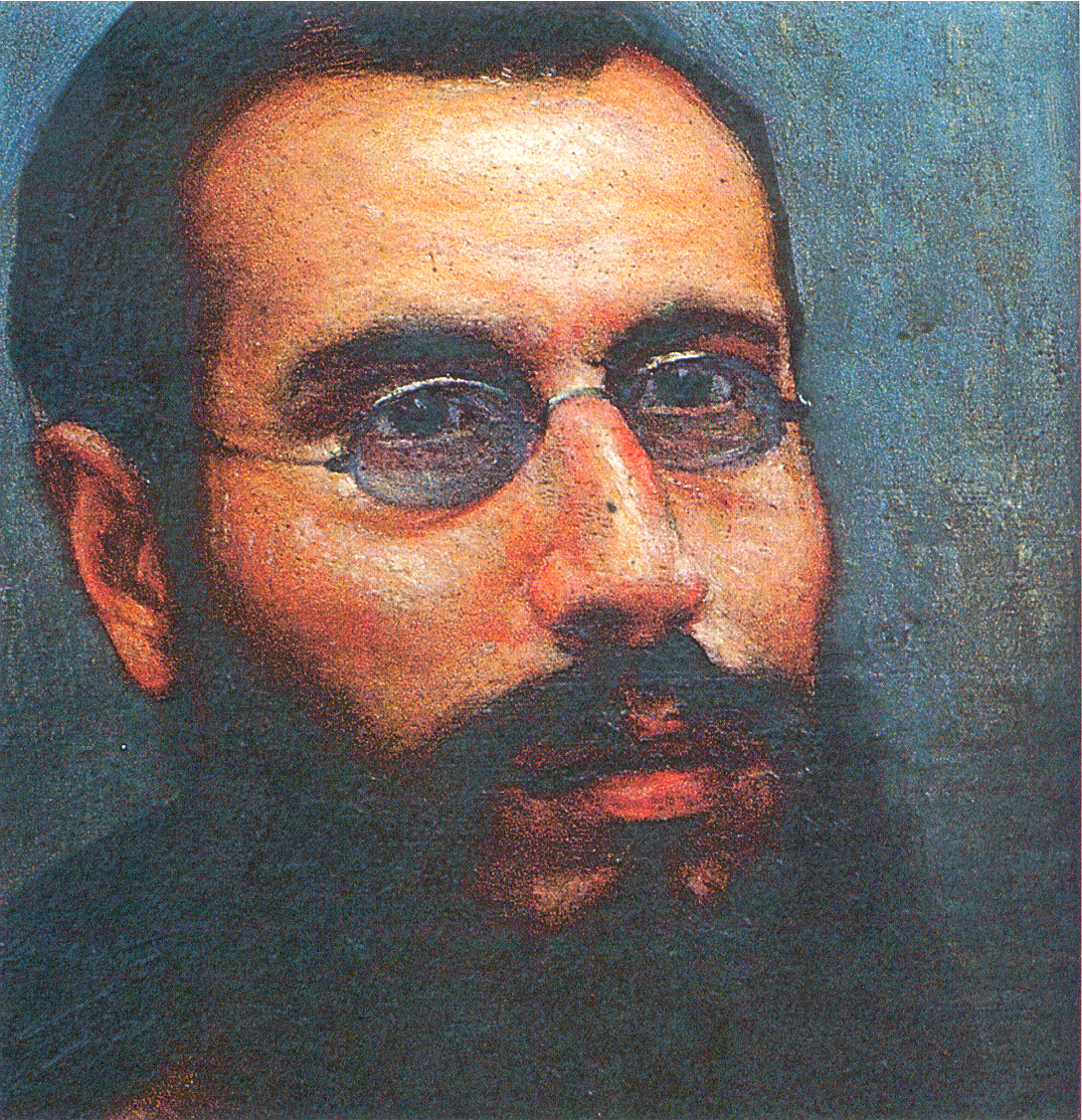
Ritratto di padre Emidio d'Ascoli.